# Élections législatives de 2007 dans le Puy-de-Dôme
Les élections législatives françaises de 2007 se déroulent les 10 et 17 juin 2007. Dans le département du Puy-de-Dôme, six députés sont à élire dans le cadre de six circonscriptions.

## Élus
| Circonscription | Député sortant          | Parti | Parti | Député élu ou réélu     | Parti | Parti |
| --------------- | ----------------------- | ----- | ----- | ----------------------- | ----- | ----- |
| 1re             | Odile Saugues           |       | PS    | Odile Saugues           |       | PS    |
| 2e              | Alain Néri              |       | PS    | Alain Néri              |       | PS    |
| 3e              | Louis Giscard d'Estaing |       | UMP   | Louis Giscard d'Estaing |       | UMP   |
| 4e              | Jean-Paul Bacquet       |       | PS    | Jean-Paul Bacquet       |       | PS    |
| 5e              | André Chassaigne        |       | PCF   | André Chassaigne        |       | PCF   |
| 6e              | Jean Michel             |       | PS    | Jean Michel             |       | PS    |

## Résultats

### Résultats à l'échelle du département
| Parti                                           | Parti                                | Premier tour | Premier tour | Second tour | Second tour | Sièges |
| Parti                                           | Parti                                | Voix         | %            | Voix        | %           | Sièges |
| ----------------------------------------------- | ------------------------------------ | ------------ | ------------ | ----------- | ----------- | ------ |
|                                                 | Parti socialiste                     | 87 649       | 32,39        | 130 738     | 48,05       | 4      |
|                                                 | Parti communiste français            | 27 472       | 10,15        | 27 819      | 10,22       | 1      |
|                                                 | Les Verts                            | 6 458        | 2,39         |             |             | 0      |
|                                                 | Divers gauche dont MRC               | 5 663        | 2,09         | 0           |             |        |
|                                                 | Gauche parlementaire                 | 127 242      | 47,03        | 158 557     | 58,27       | 5      |
|                                                 |                                      |              |              |             |             |        |
|                                                 | Union pour un mouvement populaire    | 91 595       | 33,85        | 113 550     | 41,73       | 1      |
|                                                 | Mouvement pour la France             | 3 751        | 1,39         |             |             | 0      |
|                                                 | Divers droite                        | 145          | 0,05         | 0           |             |        |
|                                                 | Majorité présidentielle              | 95 491       | 35,29        | 113 550     | 41,73       | 1      |
|                                                 |                                      |              |              |             |             |        |
|                                                 | UDF–Mouvement démocrate              | 23 144       | 8,55         |             |             | 0      |
|                                                 | Extrême gauche dont LCR, LO et PT    | 11 296       | 4,17         | 0           |             |        |
|                                                 | Front national                       | 7 210        | 2,66         | 0           |             |        |
|                                                 | Divers                               | 3 491        | 1,29         | 0           |             |        |
|                                                 | Divers écologiste dont LT-LNÉ et MÉI | 2 269        | 0,84         | 0           |             |        |
|                                                 | Mouvement national républicain       | 421          | 0,16         | 0           |             |        |
|                                                 |                                      |              |              |             |             |        |
| Inscrits                                        | Inscrits                             | 445 227      | 100,00       | 445 298     | 100,00      | 6      |
| Abstentions                                     | Abstentions                          | 169 306      | 38,03        | 164 636     | 36,97       |        |
| Votants                                         | Votants                              | 275 921      | 61,97        | 280 662     | 63,03       |        |
| Blancs et nuls                                  | Blancs et nuls                       | 5 357        | 1,94         | 8 555       | 3,05        |        |
| Exprimés                                        | Exprimés                             | 270 564      | 98,06        | 272 107     | 96,95       |        |
| Source : Ministère de l'Intérieur - Puy-de-Dôme |                                      |              |              |             |             |        |

### Résultats par circonscription

#### Première circonscription (Clermont-Ferrand)
| Candidat       | Candidat                      | Parti          | Premier tour | Premier tour | Second tour | Second tour |  |
| Candidat       | Candidat                      | Parti          | Voix         | %            | Voix        | %           |  |
| -------------- | ----------------------------- | -------------- | ------------ | ------------ | ----------- | ----------- |  |
|                | Odile Saugues sortante réélue | PS             | 13 100       | 38,81        | 20 453      | 61,25       |  |
|                | Anne Courtille                | UMP            | 9 976        | 29,56        | 12 939      | 38,75       |  |
|                | Michel Fanget                 | UDF–MoDem      | 3 921        | 11,62        |             |             |  |
|                | Alain Laffont                 | Extrême gauche | 1 503        | 4,45         |             |             |  |
|                | Romain Saint-Luc              | FN             | 961          | 2,85         |             |             |  |
|                | Yvette Mercier                | PCF            | 907          | 2,69         |             |             |  |
|                | Yves Leycuras                 | Les Verts      | 819          | 2,43         |             |             |  |
|                | François Barrière             | MPF            | 601          | 1,78         |             |             |  |
|                | Julia Gilger                  | LCR            | 511          | 1,51         |             |             |  |
|                | Chafia Mentalecheta           | Divers gauche  | 471          | 1,4          |             |             |  |
|                | Dominique Leclair             | LO             | 299          | 0,89         |             |             |  |
|                | Gisèle Naudier                | MÉI            | 260          | 0,77         |             |             |  |
|                | Joëlle Girard                 | LT-LNÉ         | 230          | 0,68         |             |             |  |
|                | Marc Delaire                  | Divers         | 195          | 0,58         |             |             |  |
|                |                               |                |              |              |             |             |  |
| Inscrits       | Inscrits                      | Inscrits       | 61 592       | 100,00       | 61 592      | 100,00      |  |
| Abstentions    | Abstentions                   | Abstentions    | 27 263       | 44,26        | 27 174      | 44,12       |  |
| Votants        | Votants                       | Votants        | 34 329       | 55,74        | 34 418      | 55,88       |  |
| Blancs et nuls | Blancs et nuls                | Blancs et nuls | 575          | 1,67         | 1 026       | 2,98        |  |
| Exprimés       | Exprimés                      | Exprimés       | 33 754       | 98,33        | 33 392      | 97,02       |  |

#### Deuxième circonscription (Cournon-d'Auvergne)
| Candidat       | Candidat                      | Parti          | Premier tour | Premier tour | Second tour | Second tour |  |
| Candidat       | Candidat                      | Parti          | Voix         | %            | Voix        | %           |  |
| -------------- | ----------------------------- | -------------- | ------------ | ------------ | ----------- | ----------- |  |
|                | Alain Néri sortant réélu      | PS             | 19 840       | 43,08        | 28 286      | 61,83       |  |
|                | Paul Suss                     | UMP            | 14 802       | 32,14        | 17 459      | 38,17       |  |
|                | Stéphanie Sucheyre            | UDF–MoDem      | 3 897        | 8,46         |             |             |  |
|                | Marie-Christine Petit-Belouin | Les Verts      | 1 661        | 3,61         |             |             |  |
|                | Claire Joyeux                 | PCF            | 1 623        | 3,52         |             |             |  |
|                | Sandrine Clavières            | LCR            | 1 291        | 2,8          |             |             |  |
|                | Fabienne Rémy                 | FN             | 1 272        | 2,76         |             |             |  |
|                | Olivier Russier               | MPF            | 510          | 1,11         |             |             |  |
|                | Marie Savre                   | LO             | 413          | 0,9          |             |             |  |
|                | Martine Dame                  | Divers         | 369          | 0,8          |             |             |  |
|                | Christiane Boeuf              | PT             | 229          | 0,5          |             |             |  |
|                | José-Louis Montout            | Divers droite  | 145          | 0,31         |             |             |  |
|                |                               |                |              |              |             |             |  |
| Inscrits       | Inscrits                      | Inscrits       | 76 660       | 100,00       | 76 654      | 100,00      |  |
| Abstentions    | Abstentions                   | Abstentions    | 29 845       | 38,93        | 29 575      | 38,58       |  |
| Votants        | Votants                       | Votants        | 46 815       | 61,07        | 47 079      | 61,42       |  |
| Blancs et nuls | Blancs et nuls                | Blancs et nuls | 763          | 1,63         | 1 334       | 2,83        |  |
| Exprimés       | Exprimés                      | Exprimés       | 46 052       | 98,37        | 45 745      | 97,17       |  |

#### Troisième circonscription (Chamalières)
| Candidat       | Candidat                              | Parti                       | Premier tour | Premier tour | Second tour | Second tour |  |
| Candidat       | Candidat                              | Parti                       | Voix         | %            | Voix        | %           |  |
| -------------- | ------------------------------------- | --------------------------- | ------------ | ------------ | ----------- | ----------- |  |
|                | Louis Giscard d'Estaing sortant réélu | UMP                         | 20 549       | 44,64        | 23 790      | 53,09       |  |
|                | Mireille Lacombe                      | PS                          | 9 864        | 21,43        | 21 023      | 46,91       |  |
|                | Alain Brochet                         | Divers gauche               | 5 057        | 10,99        |             |             |  |
|                | Jean-Philippe Valentin                | UDF–MoDem                   | 4 178        | 9,08         |             |             |  |
|                | Odile Vignal                          | Les Verts                   | 1 193        | 2,59         |             |             |  |
|                | Michel Bidault                        | Extrême gauche (LCR)        | 927          | 2,01         |             |             |  |
|                | Christine Thomas                      | PCF                         | 920          | 2,00         |             |             |  |
|                | Marie-Christine Guibert               | FN                          | 861          | 1,87         |             |             |  |
|                | Jean-Michel Duclos                    | Extrême gauche (GA)         | 818          | 1,78         |             |             |  |
|                | Claude Jaffres                        | MPF                         | 523          | 1,14         |             |             |  |
|                | Olivier Guillet                       | Divers (LFA)                | 328          | 0,71         |             |             |  |
|                | Claude Dufour                         | Extrême gauche (LO)         | 293          | 0,64         |             |             |  |
|                | Marie-Anne Salazar                    | Divers écologiste (LT–MHAN) | 272          | 0,59         |             |             |  |
|                | Jean-Marc Miguet                      | Divers gauche (MRC)         | 135          | 0,29         |             |             |  |
|                | Christophe Bard                       | Divers (HR)                 | 110          | 0,24         |             |             |  |
|                |                                       |                             |              |              |             |             |  |
| Inscrits       | Inscrits                              | Inscrits                    | 74 603       | 100,00       | 74 696      | 100,00      |  |
| Abstentions    | Abstentions                           | Abstentions                 | 27 798       | 37,26        | 28 333      | 37,93       |  |
| Votants        | Votants                               | Votants                     | 46 805       | 62,74        | 46 363      | 62,07       |  |
| Blancs et nuls | Blancs et nuls                        | Blancs et nuls              | 777          | 1,66         | 1 550       | 3,34        |  |
| Exprimés       | Exprimés                              | Exprimés                    | 46 028       | 98,34        | 44 813      | 96,66       |  |

#### Quatrième circonscription (Issoire)
| Candidat       | Candidat                        | Parti          | Premier tour | Premier tour | Second tour | Second tour |  |
| Candidat       | Candidat                        | Parti          | Voix         | %            | Voix        | %           |  |
| -------------- | ------------------------------- | -------------- | ------------ | ------------ | ----------- | ----------- |  |
|                | Jean-Paul Bacquet sortant réélu | PS             | 22 330       | 45,78        | 29 965      | 61,44       |  |
|                | Christophe Serre                | UMP            | 15 418       | 31,61        | 18 806      | 38,65       |  |
|                | Philippe Gatignol               | UDF–MoDem      | 3 554        | 7,29         |             |             |  |
|                | Hélène Pelletier                | Les Verts      | 1 293        | 2,65         |             |             |  |
|                | Patrick Goyeau                  | LCR            | 1 280        | 2,62         |             |             |  |
|                | Jérôme Wasser                   | FN             | 1 184        | 1,74         |             |             |  |
|                | Jacques Folliguet               | PCF            | 849          | 1,74         |             |             |  |
|                | Michel Dufresne                 | MPF            | 527          | 1,08         |             |             |  |
|                | Michel Dufresne                 | CPNT           | 477          | 0,98         |             |             |  |
|                | Nathalie Courageot              | COM            | 431          | 0,88         |             |             |  |
|                | Emmanuel Rousselet              | MÉI            | 424          | 0,87         |             |             |  |
|                | Patrick Kindt                   | Divers         | 405          | 0,83         |             |             |  |
|                | Josiane Mainville               | LO             | 329          | 0,67         |             |             |  |
|                | Marie-Thérèse Poinas            | Divers         | 276          | 0,57         |             |             |  |
|                |                                 |                |              |              |             |             |  |
| Inscrits       | Inscrits                        | Inscrits       | 77 677       | 100,00       | 77 677      | 100,00      |  |
| Abstentions    | Abstentions                     | Abstentions    | 28 047       | 36,11        | 27 576      | 35,5        |  |
| Votants        | Votants                         | Votants        | 49 630       | 63,89        | 50 101      | 64,5        |  |
| Blancs et nuls | Blancs et nuls                  | Blancs et nuls | 853          | 1,72         | 1 330       | 2,65        |  |
| Exprimés       | Exprimés                        | Exprimés       | 48 777       | 98,28        | 48 771      | 97,35       |  |

#### Cinquième circonscription (Thiers - Ambert)
| Candidat       | Candidat                       | Parti          | Premier tour | Premier tour | Second tour | Second tour |  |
| Candidat       | Candidat                       | Parti          | Voix         | %            | Voix        | %           |  |
| -------------- | ------------------------------ | -------------- | ------------ | ------------ | ----------- | ----------- |  |
|                | André Chassaigne sortant réélu | PCF            | 17 979       | 43,76        | 27 819      | 65,9        |  |
|                | Anne-Marie Delannoy            | UMP            | 12 068       | 29,37        | 14 393      | 34,1        |  |
|                | Martine Munoz                  | PS             | 4 403        | 10,72        |             |             |  |
|                | Bernard Lacroix                | UDF–MoDem      | 2 320        | 5,65         |             |             |  |
|                | Éric Faurot                    | FN             | 1 263        | 3,07         |             |             |  |
|                | Pierre Pic                     | LCR            | 514          | 1,25         |             |             |  |
|                | Franck Soulfour                | MPF            | 420          | 1,02         |             |             |  |
|                | Hubert Constancias             | MÉI            | 409          | 1            |             |             |  |
|                | Joseph Beaussaron              | CPNT           | 371          | 0,9          |             |             |  |
|                | Philippe Le Pont               | Les Verts      | 356          | 0,87         |             |             |  |
|                | Gabrielle Capron               | LO             | 288          | 0,7          |             |             |  |
|                | Jean-Pierre Mondanel           | Divers         | 256          | 0,62         |             |             |  |
|                | Pierre Fortier                 | Divers         | 255          | 0,62         |             |             |  |
|                | Perine Dulac                   | MNR            | 182          | 0,44         |             |             |  |
|                |                                |                |              |              |             |             |  |
| Inscrits       | Inscrits                       | Inscrits       | 66 319       | 100,00       | 66 316      | 100,00      |  |
| Abstentions    | Abstentions                    | Abstentions    | 24 187       | 36,47        | 23 001      | 34,68       |  |
| Votants        | Votants                        | Votants        | 42 132       | 63,53        | 43 315      | 65,32       |  |
| Blancs et nuls | Blancs et nuls                 | Blancs et nuls | 1 048        | 2,49         | 1 103       | 2,55        |  |
| Exprimés       | Exprimés                       | Exprimés       | 41 084       | 97,51        | 42 212      | 97,45       |  |

#### Sixième circonscription (Riom)
| Candidat       | Candidat                  | Parti          | Premier tour | Premier tour | Second tour | Second tour |  |
| Candidat       | Candidat                  | Parti          | Voix         | %            | Voix        | %           |  |
| -------------- | ------------------------- | -------------- | ------------ | ------------ | ----------- | ----------- |  |
|                | Marie-Thérèse Sikora      | UMP            | 18 782       | 34,23        | 26 163      | 45,76       |  |
|                | Jean Michel sortant réélu | PS             | 18 112       | 33,01        | 31 011      | 54,24       |  |
|                | Catherine Mallick         | UDF–MoDem      | 5 274        | 10,23        |             |             |  |
|                | Pascal Estier             | PCF            | 5 194        | 7,22         |             |             |  |
|                | Anne Faurot-Sainte-Marie  | FN             | 1 669        | 3,04         |             |             |  |
|                | Valérie Criquet           | LCR            | 1 565        | 2,85         |             |             |  |
|                | Marcel Bossu              | MPF            | 1 170        | 2,13         |             |             |  |
|                | Olivier Clavaud           | Les Verts      | 1 136        | 2,07         |             |             |  |
|                | Françoise Joët            | MÉI            | 674          | 1,23         |             |             |  |
|                | Daniel Seguy              | LO             | 605          | 1,10         |             |             |  |
|                | Jacques Montel            | Divers         | 449          | 0,82         |             |             |  |
|                | André Dulac               | MNR            | 239          | 0,44         |             |             |  |
|                |                           |                |              |              |             |             |  |
| Inscrits       | Inscrits                  | Inscrits       | 88 376       | 100,00       | 88 363      | 100,00      |  |
| Abstentions    | Abstentions               | Abstentions    | 32 166       | 36,4         | 28 977      | 32,79       |  |
| Votants        | Votants                   | Votants        | 56 210       | 63,6         | 59 386      | 67,21       |  |
| Blancs et nuls | Blancs et nuls            | Blancs et nuls | 1 341        | 2,39         | 2 212       | 3,72        |  |
| Exprimés       | Exprimés                  | Exprimés       | 54 869       | 97,61        | 57 174      | 96,28       |  |